# Isole Kijskie
Le isole Kijskie (in russo Острова Кийские?) sono un gruppo di due isole della Russia nel mare di Barents. Amministrativamente fanno parte del Pečengskij rajon dell'oblast' di Murmansk, nel Circondario federale nordoccidentale.

## Geografia
Le due isole, Bol'šoj Kij e Malyj Kij (Большой e Малый Кий), in italiano "grande e piccola Kij", si trovano nella parte orientale del Varangerfjord, a nord della baia Bol'šaja Volokovaja, e a 1,6 km dalla costa occidentale della penisola dei Pescatori.
Bol'šoj Kij ha una forma arrotondata e misura 580 m (da nord a sud) per 420 m, e ha uno sviluppo costiero di 1,6 km.
Malyj Kij (69°53′39″N 31°52′36″E) ha un diametro di circa 110 m, 400 m di costa e una barriera rocciosa che si protende in direzione nord-ovest per 530 m.